# Gökhan Akkan
Gökhan Akkan (Yozgat, 1 de enero de 1995) es un futbolista turco que juega en la demarcación de portero para el Gençlerbirliği S. K. de la Superliga de Turquía.

## Selección nacional
Tras jugar en la selección de fútbol sub-15 de Turquía, la sub-16, la sub-18, la sub-19 y la sub-21 finalmente hizo su debut con la selección absoluta el 27 de mayo de 2021 en un partido amistoso contra Azerbaiyán que finalizó con un resultado de 2-1 a favor del combinado turco tras el gol de Emin Mahmudov para Azerbaiyán, y de Halil Dervişoğlu y Kaan Ayhan para Turquía.

## Clubes
| Club                 | País    | Año       | Partidos | Goles |
| -------------------- | ------- | --------- | -------- | ----- |
| Ankaragücü           | Turquía | 2012-2015 | 74       | 0     |
| Çaykur Rizespor      | Turquía | 2015-2022 | 186      | 0     |
| Ankaragücü (cedido)  | Turquía | 2022-2023 | 25       | 0     |
| Çaykur Rizespor      | Turquía | 2023-2024 | 35       | 0     |
| Bodrum F. K.         | Turquía | 2024-2025 | 7        | 0     |
| Gençlerbirliği S. K. | Turquía | 2025-     |          |       |

## Palmarés

### Campeonatos nacionales
| Título               | Club            | País    | Año  |
| -------------------- | --------------- | ------- | ---- |
| TFF Primera División | Çaykur Rizespor | Turquía | 2018 |